# 海港区
海港区（かいこう-く）は中華人民共和国河北省秦皇島市に位置する市轄区。秦皇島市の政治・経済の中心地である。

## 行政区画
- 街道:文化路街道、海浜路街道、北環路街道、建設大街街道、河東街道、西港路街道、燕山大街街道、港城大街街道、東環路街道、白塔嶺街道、船廠路街道、珠江道街道、黄河道街道、騰飛路街道
- 鎮:東港鎮、西港鎮、北港鎮、海港鎮、海陽鎮、杜荘鎮、石門寨鎮、駐操営鎮
- 郷:渤海郷